# 釜飯

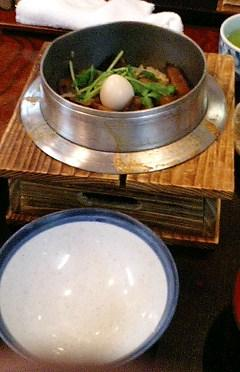
しいたけ釜飯

釜飯（かまめし）は、米に醤油、みりん等の調味料を加え、その上に椎茸、鶏肉などの具を載せ、一人用の釜で炊いた米飯料理である。一種の炊き込みご飯であるが、釜から飯碗によそうのではなく、釜のまま食卓に供することに特徴がある。釜の種類としては、写真にあるような羽釜式の鉄釜の他に、土鍋型の陶器の益子焼、高田焼もよく用いられる。

## 歴史
大正12年（1923年）、関東大震災あとの東京上野で行なわれた炊き出しをヒントに、のちの浅草の『釜めし春』の女将が開発させた一人用の釜で、客に供した料理がはじまりとされる。
1958年に、信越本線横川駅で荻野屋の「峠の釜めし」発売開始。当初の価格は120円と当時の物価水準では高価で、1食あたりの重量が1kgに上ることから売り子からも不評であったが、『文藝春秋』のコラムに取り上げられたのに続き、1967年に同店の夫婦をモデルにしたフジテレビ系ドラマ『釜めし夫婦』が放送されたことから知名度が全国に広がった。1961年に横浜高島屋の駅弁大会に出品したことを皮切りに各地の百貨店等の催事でも販売し、1962年に国道18号沿いにドライブインを開設、1993年には上信越自動車道横川サービスエリアに出店するなど、鉄道駅以外の販路を広げている。
1970年には、丸美屋食品工業から家庭の炊飯器でご飯に混ぜて炊く具材や調味料をレトルト食品にした「とり釜めしの素」が発売された。

## 調理法
浅草の「麻鳥」の五目釜めしの例では、ガス台にセットした一合炊きの釜に、研いだ米と、昆布と鰹節で取った出汁に薄口醤油を加えたもの180mlを注ぎ、強火で炊き上げる。出汁が噴いてきたら中火にし、菜箸で出汁と米を混ぜる。出汁が減ってきたら弱火にし、米に十分火が通ったら下味をつけた具をのせて再び炊く。蓋の間から湯気が立ったら海老をのせ、1～2分火を通したのち、火を止めて蒸らす。絹さやを散らしたあと釜を釜台に乗せ、客に提供する。店により調理法はさまざまで、浅草の「釜めし春」では出汁を使わず醤油・みりん・日本酒で作ったタレで味付けし、具材は後乗せではなく米とともに炊き込む。
炊き込みご飯との違いは具材に下拵えをしている点で、ご飯に肉や魚介の生臭さを移さず旨味だけを引き出すことができる。一人分の少量炊きであり、火加減や具を入れるタイミングにも微妙な調整を要する。米の銘柄は、米自体の旨味が強いものに比べると、出汁や具材との調和がとれる品種が適している。
出来上がった釜飯は、釜の内側のふちにしゃもじを入れ一周させ、ご飯と具を軽く混ぜる。お焦げがある場合はこの時点で剥がしておくと、こびりついて食べづらくなることがなくなる。茶碗に少量ずつよそって賞味することで、炊きたての風味も、ご飯と具がなじんだ味も楽しむことができる。中身が残った釜は、蓋をしておくことでご飯が乾燥せず、木製の蓋が余分な水分を吸収する。

## 駅弁としての釜飯

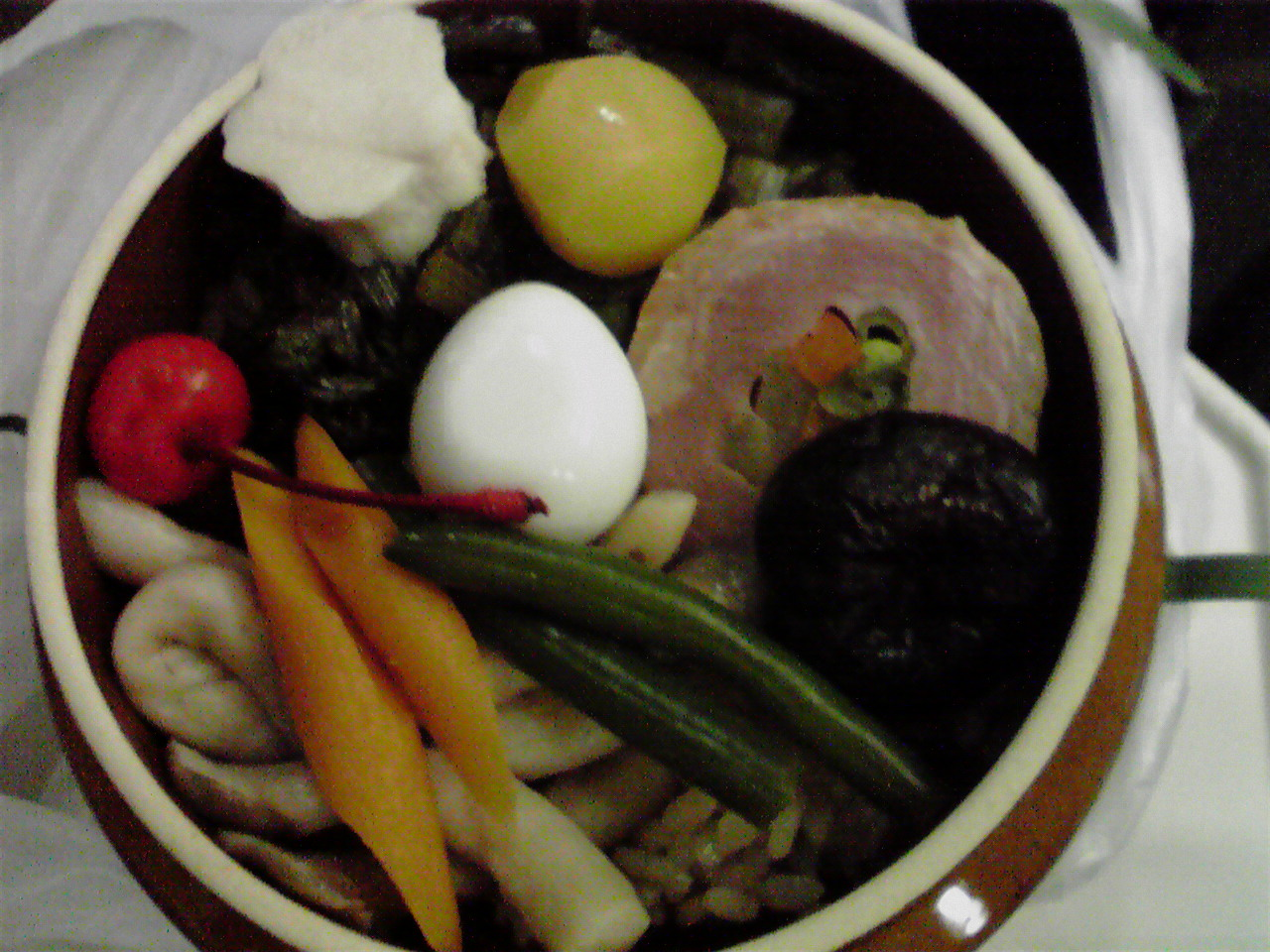
安曇野釜めし
…松本駅の駅弁

釜飯は駅弁としても親しまれている。この場合主に土鍋型陶製容器が用いられ、食べ終わった後の容器を家庭に持ち帰って利用することもできる（少量のお粥などを調理するのに便利）。
以前は補機の連結・解結のため全ての旅客列車が長時間停車していたという駅自体の特殊性（碓氷峠#鉄道参照）もあり、容器の保存性を考慮して駅弁にも採用され、信越本線横川駅の釜飯駅弁が有名であった。以下の例に示すように今では日本各地の駅に見られるようになっている。釜飯タイプの駅弁は東日本に多く、中国・四国・九州には少ない傾向がある。
釜飯駅弁の例
- 東海道本線
  - 浜松駅 - うなぎ釜飯 （加熱式容器）
- 中央本線
  - 甲府駅 - 武田陣中鍋めし （1967年発売）
  - 小淵沢駅 - 山菜鶏釜めし、山のふもとのとり釜めし、炭火焼地鶏釜めし、あわびの釜飯
  - 中津川駅 - 木曽路釜めし
- 東北本線
  - 仙台駅 - 鯨釜飯
  - 黒磯駅 - 九尾の釜めし
- 信越本線
  - 横川駅 - 峠の釜めし（1958年発売）
  - 長岡駅 - 火焔釜めし
  - 新津駅 - 越後釜飯（山の幸）、越後釜飯（海の幸）
- 高山本線
  - 美濃太田駅 - 松茸の釜飯
- 上越線
  - 越後湯沢駅 - まんぷく釜めし
- 飯田線
  - 飯田駅 - 伊那路山菜釜めし
- 播但線
  - 和田山駅

## ご当地釜飯
- 山口県萩市見島-うに釜めし
- 名古屋市－ウナギ釜飯、とり釜飯　多くの釜飯店がある

他にも北海道のホッキ、三陸のホヤ、岐阜県の飛騨牛、広島のアナゴ、佐賀の竹崎蟹など、日本各地で季節の名産物を使った釜飯を味わうことができる。